# Tenkinsky (huyện)
Huyện Tenkinsky (tiếng Nga: Теньки́нский райо́н) là một huyện hành chính tự quản (raion), của Tỉnh Magadan, Nga. Huyện có diện tích 35658 km², dân số thời điểm ngày 1 tháng 1 năm 2000 là 10800 người. Trung tâm của huyện đóng ở Ust-Omchug.